# Ax (wrestler)
Bill Eadie (Brownsville, 27 dicembre 1947) è un ex wrestler statunitense.
In passato ha lottato con il nome di Ax nel celebre tag team The Demolition e come The Masked Superstar.
Assieme a Smash e Crush nei Demolition ha conquistato per tre volte il WWF World Tag Team Championship; per il primo di questi tre regni detiene il record di durata, 478 giorni.
Prima di cominciare la sua carriera di wrestler, Eadie era insegnante ed allenatore nella Cambridge High School di Cambridge, Ohio.

## Carriera

### NWA e WWWF/WWF (1973-1984)

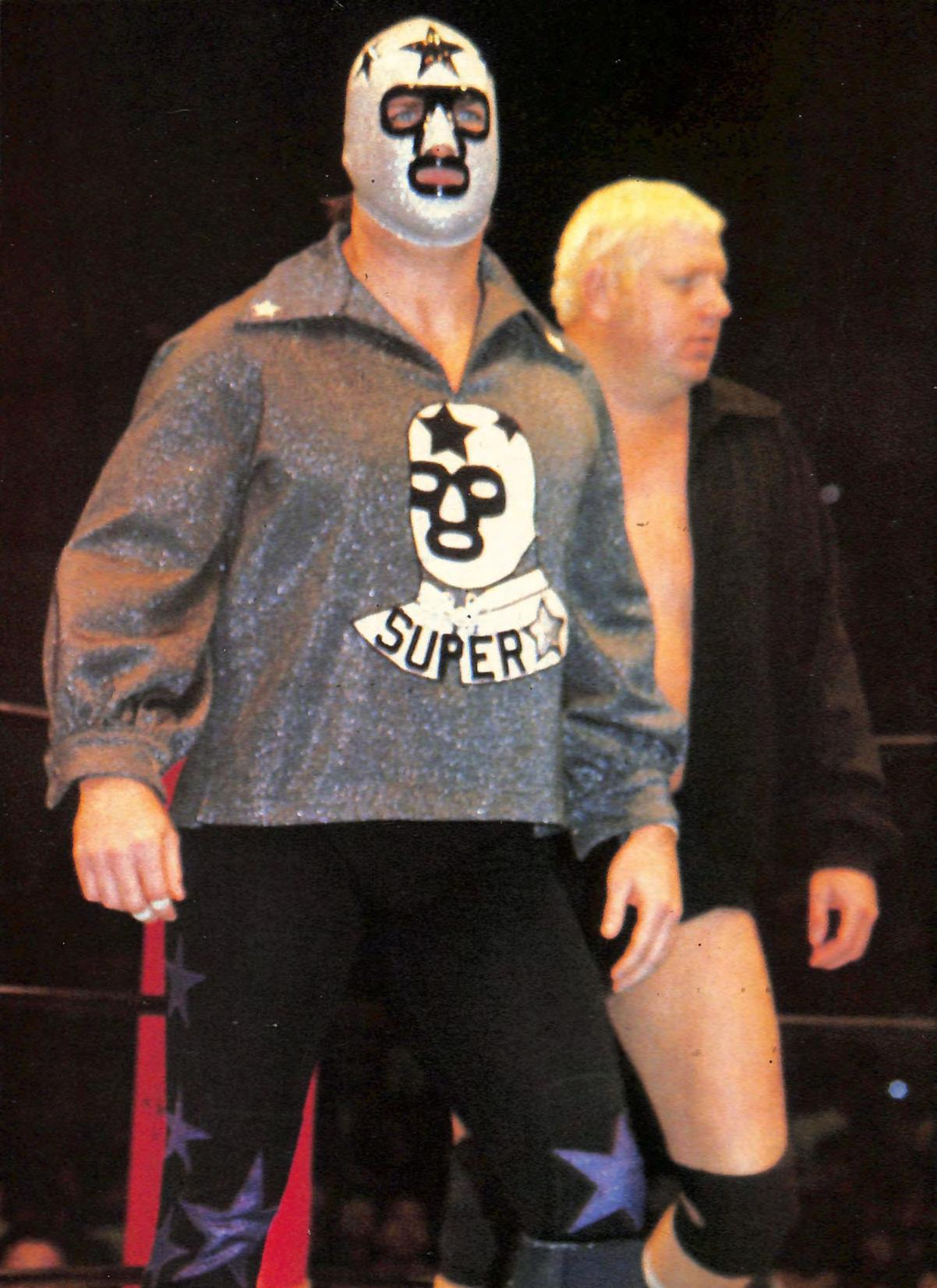
The Masked Superstar (1983)

Eadie iniziò a combattere nel 1973, debuttando nella zona di Detroit. Lottava con il viso coperto da una maschera in un tag team chiamato "Para-Medics". Poi lottò a Pittsburgh, Detroit e nella IWA come Bolo Mongol, il nuovo partner del suo allenatore, Geeto Mongol. Presto entrò nella Mid-Atlantic Championship Wrestling presentandosi come The Masked Superstar. Accreditato come un campione olimpico di lotta, sfidava chiunque fosse riuscito a liberarsi dalla sua presa "Cobra Clutch" mettendo in palio 10.000 dollari per chi fosse riuscito nell'impresa. Masked Superstar ebbe diversi feud con Mighty Igor, Paul Jones, Blackjack Mulligan, Mr. Wrestling #2, "Wildfire" Tommy Rich, Dick Murdoch, ecc... Nel 1977, fu il primo wrestler (insieme a Blackjack Mulligan) a disputare un match nella gabbia della durata di un'ora. Inoltre si dice che sia stato uno dei primi a riuscire ad alzare André the Giant. Tra gli altri riconoscimenti, vinse per quattro volte l'NWA Georgia Heavyweight Championship ed unificò quel titolo con l'NWA National Heavyweight Championship. Lottò anche nella World Wrestling Federation nel periodo 1983-84, affrontando avversari di alto livello come il campione del mondo WWF Bob Backlund, Hulk Hogan e The Iron Sheik, Jimmy Snuka e ancora altri.

### World Wrestling Federation: Secondo periodo (1986-1990)
Nel 1986, Eadie fece ritorno alla World Wrestling Federation e divenne Super Machine combattendo insieme ad André the Giant (diventato "Giant Machine") e a Blackjack Mulligan (diventato "Big Machine"). Le tre "Machines" furono introdotte come avversari della squadra di Bobby Heenan composta da Big John Studd e da King Kong Bundy. Le maschere e le gimmick delle Machines erano copiate di sana pianta dal personaggio della New Japan Pro-Wrestling "Super Strong Machine" interpretato dal wrestler giapponese Junji Hirata). In seguito Eadie abbandonò l'identità di Super Machine e lasciò la WWF per andarsene nella Championship Wrestling from Florida combattendo come Masked Superstar. Lì sconfisse Lex Luger per l'NWA Southern Title e lo detenne per circa due settimane prima di essere sconfitto da Luger.

#### The Demolition (1987-1990)

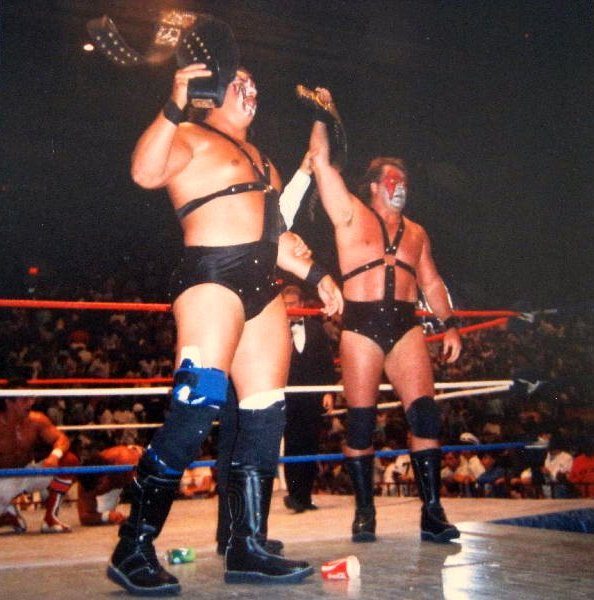
I Demolition Ax & Smash con le cinture di campioni di coppia WWF

Nel gennaio 1987, Eadie tornò alla WWF e diede vita al tag team Demolition insieme all'ex Moondog Randy Colley, che combatteva con il nome di "Smash" mentre Eadie utilizzava "Ax". (Colley fu in seguito rimpiazzato da Barry Darsow per il ruolo di Smash, quando la dirigenza WWF si accorse che Colley era ancora troppo riconoscibile come Moondog Rex, e che quindi il suo nuovo personaggio non era credibile agli occhi del pubblico). Nonostante il team iniziasse da heel l'avventura in WWF, il loro indiscutibile carisma e la forza espressa sul ring li fece diventare ben presto dei beniamini del pubblico e i Demolition divennero così popolari che dovettero diventare dei face a furor di popolo nel novembre 1988. Ax & Smash vinsero il WWF Tag Team Championship per tre volte nella federazione, ma lo persero definitivamente a SummerSlam 1990 dopo essere ridiventati dei "cattivi" ed aver accolto nelle proprie file un terzo membro, Crush. Il trio venne concepito per dare modo ad Ax di diradare sempre più l'attività di lottatore a causa dei problemi di salute di Eadie. Nonostante una leggenda metropolitana vuole che il motivo di questo allontanamento dall'attività agonistica fosse dovuto a dei problemi cardiaci, la teoria è stata screditata in tempi recenti dallo stesso Eadie. La vera ragione sembrerebbe essere una reazione allergica ai frutti di mare che lo aveva colpito in Giappone dopo WrestleMania VI e che gli aveva fatto avere dei momentanei problemi al cuore. (Eadie affermò il tutto durante una intervista nel 2007). L'apparizione finale di Ax in WWF si ebbe alle Survivor Series 1990. Poco tempo dopo Eadie lasciò la federazione.

### Demolition indipendente (1991-1999)
Nel 1991, Ax formò un nuovo tag team, utilizzando la denominazione "Demolition", facendo coppia con lottatore canadese chiamato "Canadian Giant" o "Demolition Hux" mentre lui adottò il nome di Axis The Demolisher. I due lottarono nella New Japan Pro-Wrestling, scontrandosi con stelle di prima grandezza come Masa Saito, Riki Choshu e Tatsumi Fujinami, mentre nello stesso periodo Smash e Crush combattevano ancora nella WWF come Demolition. Eadie formerà anche un terzo team sfruttando il nome Demolition, combattendo per breve tempo con Blast (Carmine Azzato). Successivamente la WWF diffiderà ufficialmente Eadie dall'utilizzare il nome Demolition che era di proprietà della federazione di Stamford. Fu per questa ragione se Antonio Pena, fondatore della AAA, dovette rinunciare al suo progetto di introdurre in Messico Ax, Blast e l'originale Smash (Randy Colley) per farli combattere contro i Destructores (una stable molto simile ai Demolition composta da Tony Arce, Rocco Valiente e Vulcano).

### Circuito indipendente (1999-2017)

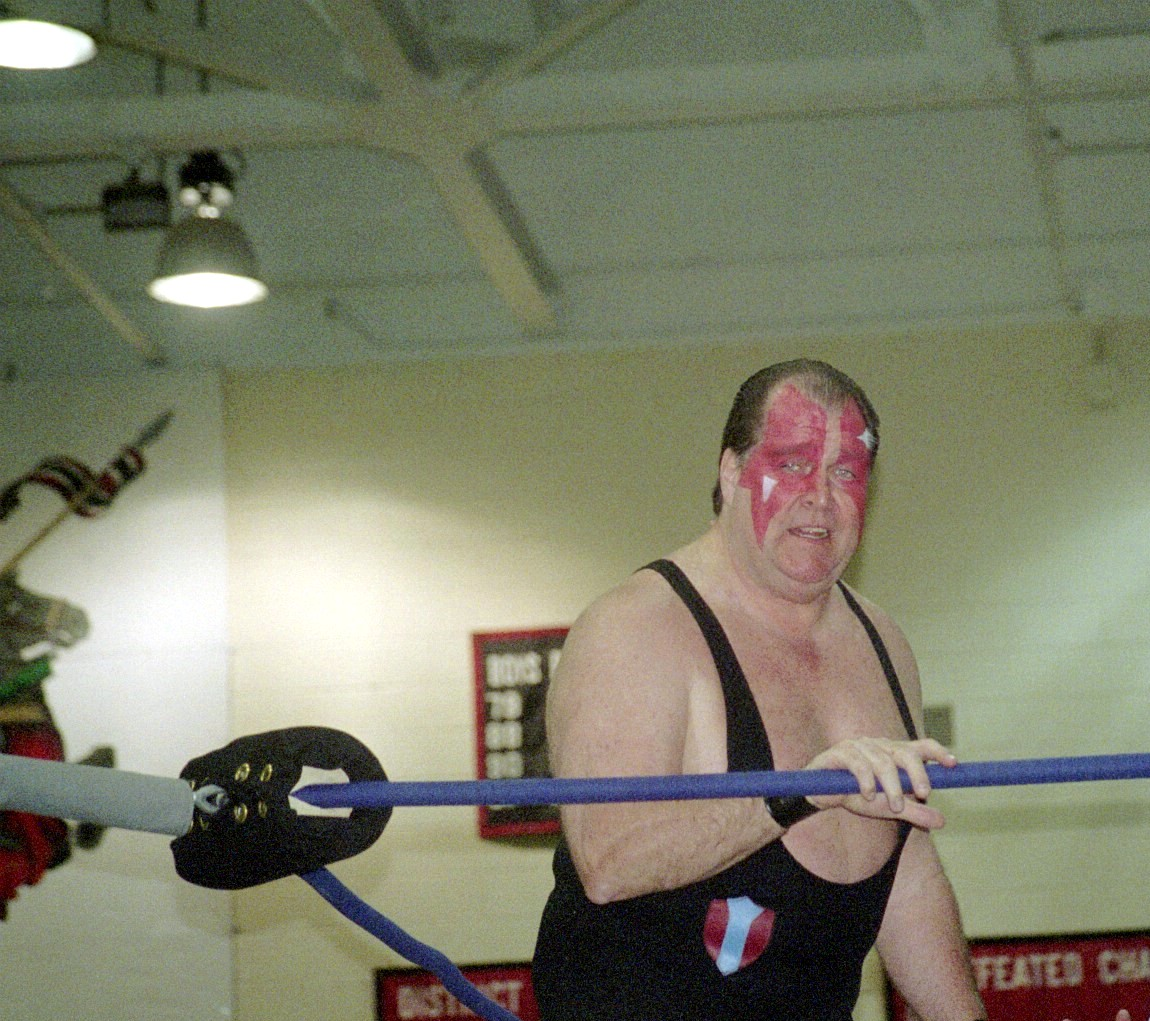
Demolition Ax sul ring nel 2006.

Eadie continuò a combattere sporadicamente per varie federazioni minori degli Stati Uniti, del Canada, e dell'Europa. The Masked Superstar sconfisse Greg Valentine per il titolo Mid-Atlantic Heritage Championship. Il passaggio di titolo si tenne durante un Carolina Wrestling Classic tenutosi sabato 2 giugno 2007 al L.P. Frans Stadium di Hickory, Carolina del Nord. La Millennium Wrestling Federation riunì Ax e Smash dei Demolition durante la Wrestling's Living Legends Reunion dell'aprile 2007, poco prima di WrestleMania 23. La coppia riformata iniziò a combattere regolarmente come Ax e Smash per la prima volta dopo 16 anni. Il 28 marzo 2009, Demolition Ax è stato introdotto nella Keystone State Wrestling Alliance (KSWA) Hall of Fame a Pittsburgh, Pennsylvania.

## Personaggio
Mosse finali
- Cobra Clutch[3]
- Swinging neckbreaker[5][6]

Manager
- Mr. Fuji

## Titoli e riconoscimenti
American Wrestling Federation
- AWF Heavyweight Championship (1)

Championship Wrestling from Florida
- NWA Southern Heavyweight Championship (Florida version) (1)

Eastern Sports Association
- IW North American Heavyweight Championship (1)

Georgia Championship Wrestling
- NWA Georgia Heavyweight Championship (4)
- NWA Georgia Tag Team Championship (1) - con Austin Idol)
- NWA National Heavyweight Championship (3)
- NWA National Tag Team Championship (3) - 1 con King Kong Bundy - 1 con Super Destroyer - 1 con Big John Studd

Great Lakes Championship Wrestling
- GLCW Tag Team Championship (1) - con Smash

Mid-Atlantic Championship Wrestling
- NWA Mid-Atlantic Tag Team Championship (1) - con Big John Studd
- NWA Television Championship (1)
- NWA World Tag Team Championship (Mid-Atlantic version) (2) - con Paul Jones

Midwest Championship Wrestling Alliance
- MCWA Midwest Heavyweight Championship (1)

NWA Big Time Wrestling
- NWA American Heavyweight Championship (1)

NWA Mid-America
- NWA World Tag Team Championship (Mid-America version) (1) - con Big John Studd

Southeastern Championship Wrestling
- NWA Southeastern Heavyweight Championship (Southern Division) (1)
- NWA Southeastern Tag Team Championship (1) - con Big John Studd

United States Wrestling League
- USWL Unified World Heavyweight Championship (1)

United States Xtreme Wrestling
- USXW Tag Team Championship (1) - con Smash

Universal Superstars of America
- USA Heavyweight Championship (1)
- USA Tag Team Championship (1 - con Blast)

Pro Wrestling Illustrated
- 94º tra i 500 migliori wrestler singoli nella PWI 500 (1991)

World Wrestling Federation
- WWF World Tag Team Championship (3) - con Smash